# مكلان
مكلان هي قرية يمنية في مديرية الشعيب بمحافظة الضالع. وتقع قرية مكلان في منتصف المديرية وتعد من أكبر قرى الشعيب.